# Bréviaire d'Isabelle la Catholique
Le Bréviaire d'Isabelle la Catholique est un manuscrit enluminé datant de la fin du XVe siècle, conservé sous la cote Add. Ms. 18851 à la British Library de Londres.

## Historique
Isabelle la Catholique reçut ce manuscrit, peu avant 1497, de son ambassadeur Francisco de Rojas, afin de commémorer le double mariage de ses enfants, les infants Jean et Jeanne, avec ceux de l’empereur Maximilien d’Autriche et de la duchesse Marie de Bourgogne, Marguerite et Philippe.
Le manuscrit célèbre aussi l'importance politique que représenta pour la reine la reconquête de Grenade.

## Description
Considéré comme le plus luxueux de tous les bréviaires flamands, il fut enluminé par au moins six des meilleurs peintres flamands, parmi lesquels le Maître du Livre de prières de Dresde, Gérard Horenbout et Gérard David. Ces miniaturistes soignèrent tout particulièrement les scènes qui représentent la construction, la destruction et la reconstruction de Jérusalem et de son Temple, ainsi que les scènes de célébration figurant musiciens et chanteurs sous la direction du roi David. Les images du Maître du Livre des prières de Dresde, le peintre principal, se détachent de l’ensemble par leur expressivité narrative et leur réalisme. De son côté, Gérard David peignit, entre autres, les superbes scènes de la Nativité et de l’Adoration des Mages.
Selon Janet Backhouse, ancienne responsable des manuscrits de la British Library, « le Bréviaire d'Isabelle la Catholique est l'un des joyaux les plus précieux de la vaste collection de manuscrits de la British Library, une œuvre qui reflète l’histoire aussi bien artistique que politique de son époque ».
En 2010, la maison d’édition espagnole M. Moleiro Editor publia la première et unique reproduction en fac-similé du Bréviaire d'Isabelle la Catholique, dans une édition limitée à 987 exemplaires. Elle est accompagnée d’un volume de commentaires de Scot McKendrick (directeur du département des manuscrits occidentaux de la British Library), de Nigel Morgan (professeur honoraire d’histoire de l’art à l’université de Cambridge) et d’Elisa Ruiz (professeur émérite de paléographie à l’université Complutense de Madrid).

## Œuvres en rapport
Un livre d'heures ayant appartenu à Isabelle la Catholique est conservé au Cleveland Museum of Art.